# Glar
Glar là một xã thuộc huyện Đak Đoa, tỉnh Gia Lai, Việt Nam.
Xã Glar có diện tích 43,79 km², dân số năm 1999 là 7.941 người, mật độ dân số đạt 181 người/km².